# 贡达·尼曼-施蒂内曼
贡达·尼曼-施蒂内曼（德語：Gunda Niemann-Stirnemann，1966年9月7日—），德国女子速度滑冰运动员。她曾代表德国在冬季奥运会速度滑冰比赛中获得3枚金牌、4枚银牌和1枚铜牌。